# Nigrita canicapillus
La negrita canosa (Nigrita canicapillus) es una especie de ave paseriforme de la familia Estrildidae propia del África tropical. Se estima que su área de distribución alcanza los 3.700.000 km² de extensión. 
Se le puede encontrar en Angola, Benín, Camerún, República Centroafricana, Congo-Brazzaville, Congo-Kinshasa, Costa de Marfil, Guinea Ecuatorial, Gabón, Gambia, Ghana, Kenia, Nigeria, Sudán, Tanzania, Togo, Uganda y Zambia. 